# ولی‌زاده جوانشیری
ولی زاده جوانشیری از سیاستمداران ایرانی بود، که در دوره‌  شانزدهم بعنوان نماینده تبریز  در مجلس شورای ملی حضور داشت.